# Solstice (britská hudební skupina, 1990)

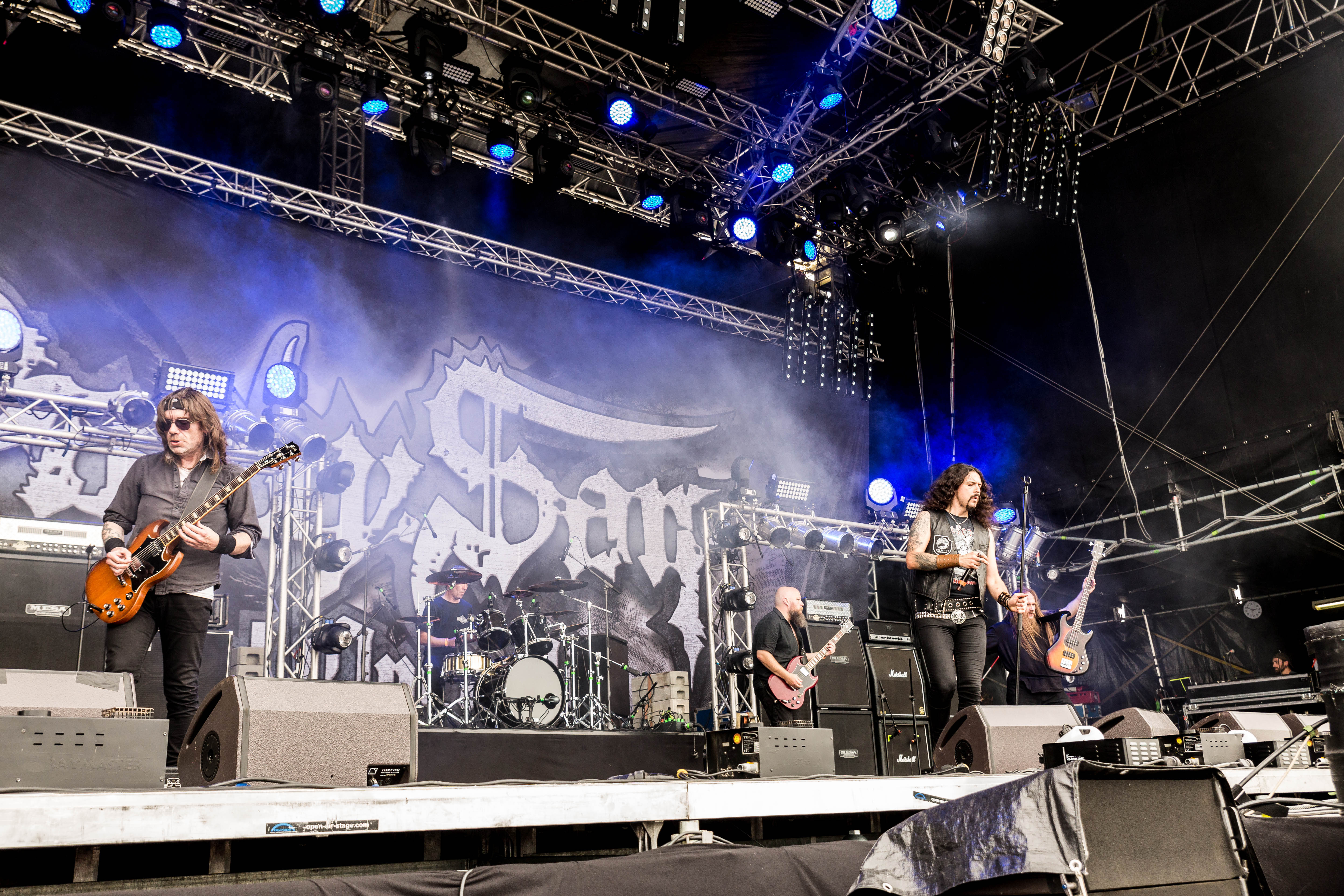
Solstice, 2019

Solstice (v překladu slunovrat) je britská doom metalová kapela založená v roce 1990 kytaristou Richardem M. Walkerem.
První studiové album se jmenuje Lamentations a vyšlo v roce 1994.

## Diskografie

### Dema
- Lamentations (1991)
- MCMXCII (1992)
- Promo 93 (1993)
- As Empires Fell (1994)
- Ragnarok (1994)
- Drunken Dungeon Session (1997)
- Drunken Dungeon Sessions II (1998)
- White Horse Hill (2014)

### Studiová alba
- Lamentations (1994)
- New Dark Age (1998)

### EP
- Halcyon (1996)[1]
- Death's Crown Is Victory (2013)

### Kompilace
- Only the Strong (2008)
- Epicus Metalicus Maximus (2010)
- Sinistral History Vol.1: 1991-1993 (2013)
- Sinistral History Vol.2: 1994-1997 (2014)